# Białe miasta Andaluzji

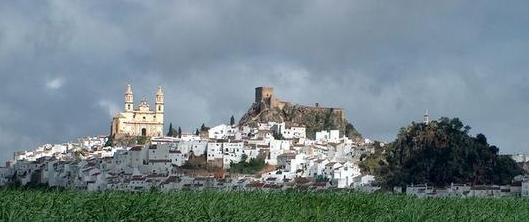
Olvera

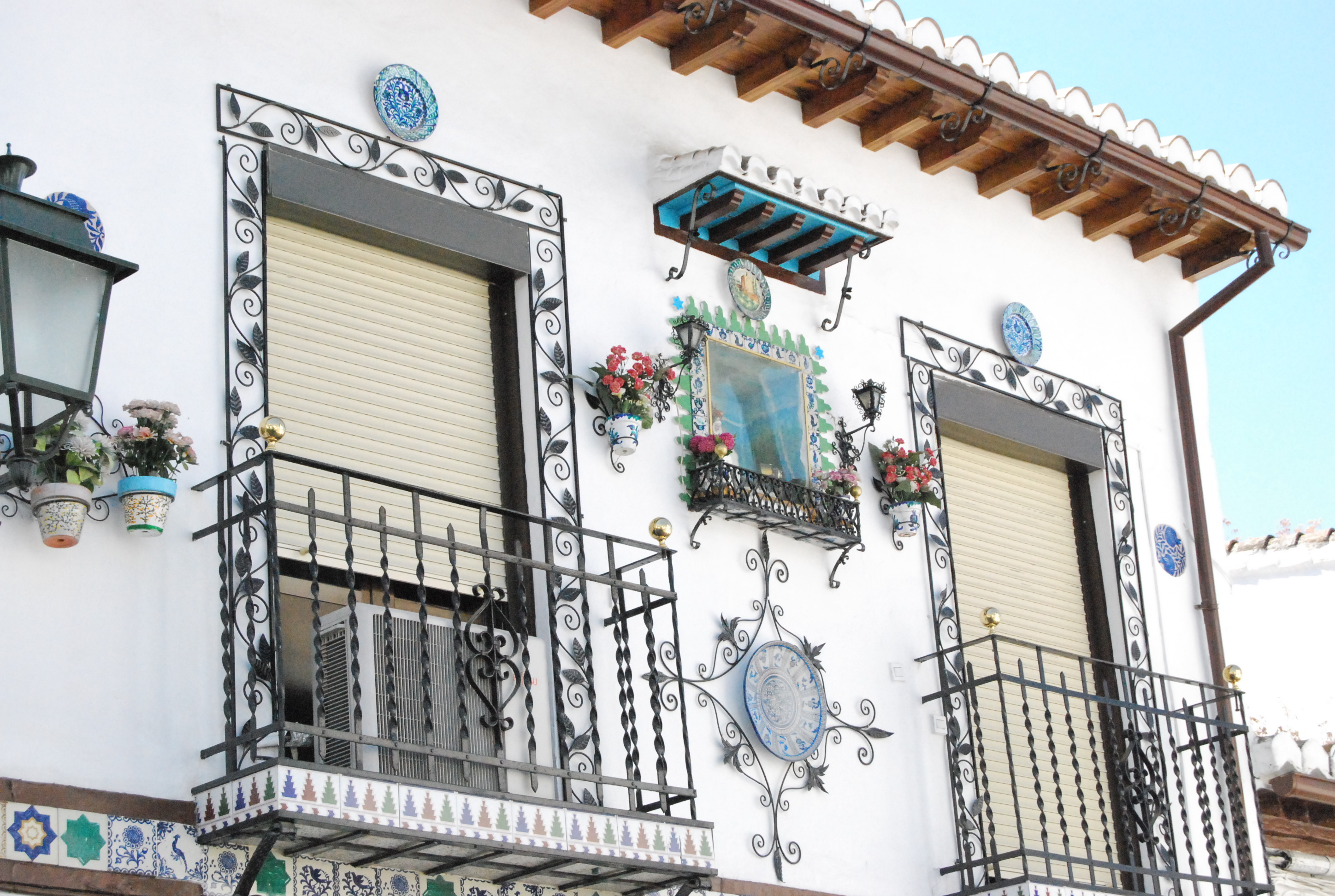
Typowy dom mieszkalny

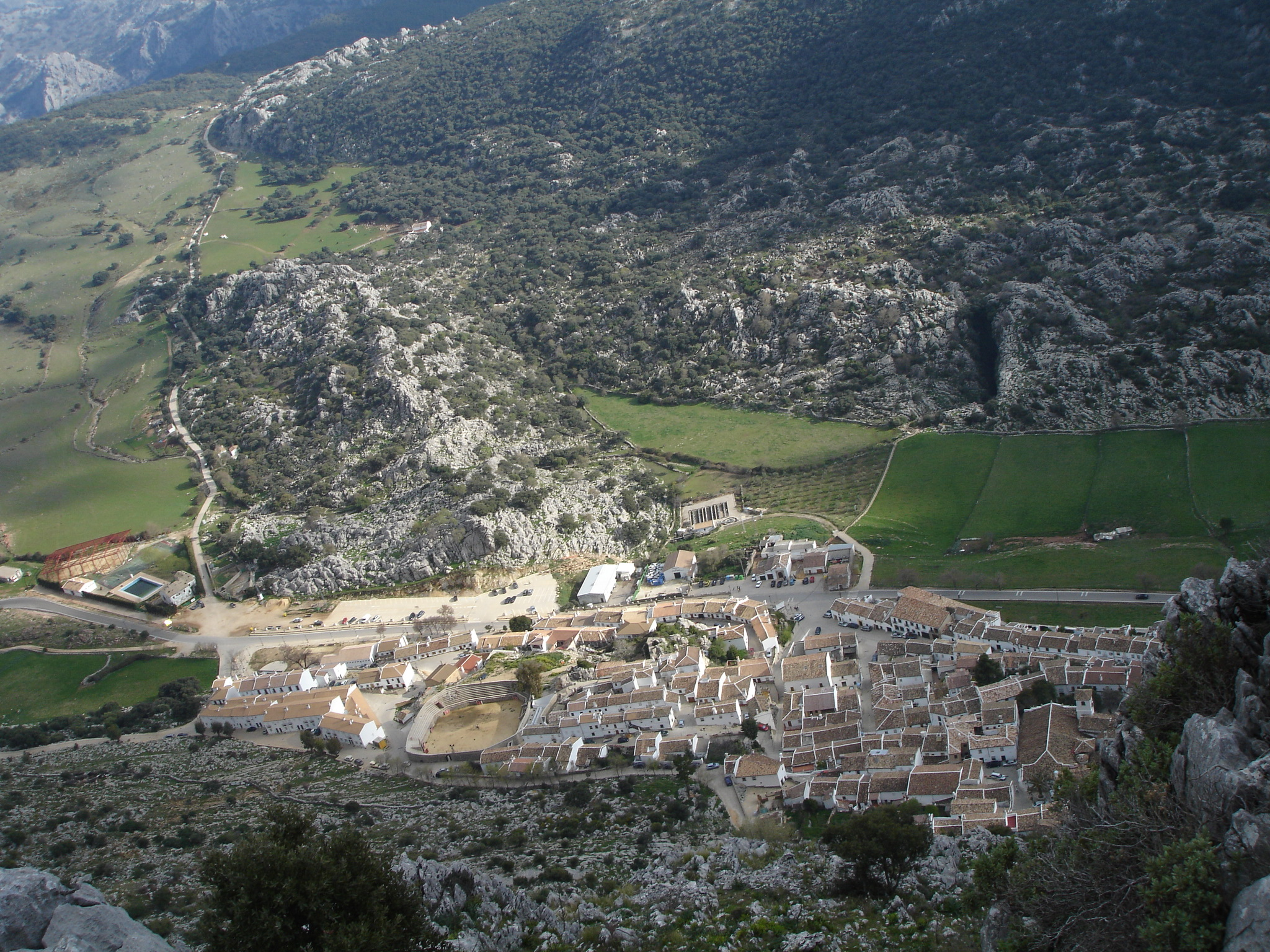
Widok na miejscowość Villaluenga del Rosario

Białe miasta (z hiszp. pueblos blancos) – grupa miast i miasteczek w południowej Hiszpanii w Andaluzji leżących w prowincjach Kadyks i Malaga. Nazwa miast pochodzi od białych fasad domów, które są pomalowane wapnem. Wszystkie leżą na terenie gór Sierra de Grazalema oraz Parque Natural de la Sierra de Grazalema – Parku Narodowego Andaluzji. Między miasteczkami przebiega szlak turystyczny Ruta de los pueblos blancos.
Do białych miast należą:
- Alcalá del Valle
- Algar
- Algodonales
- Arcos de la Frontera
- Benaocaz
- Bornos
- El Bosque
- El Gastor
- Grazalema
- Olvera
- Prado del Rey
- Setenil de las Bodegas
- Torre Alháquime
- Ubrique
- Villaluenga del Rosario
- Villamartín
- Zahara de la Sierra